# Girl All the Bad Guys Want
"Girl All the Bad Guys Want" es una canción de la banda Bowling for Soup, perteneciente al álbum Drunk Enough to Dance. La canción alcanzó el puesto nº 8 en el "UK Singles Chart" y el puesto #64 en el "US Hot 100", y fue nominada para un Grammy Award en 2003 por "Mejor Actuación Pop por una banda o dúo".
A continuación de "Girl All the Bad Guys Want" la banda sacó el álbum A Hangover You Don't Deserve, 
La canción fue escrita por Butch Walker, que también ha escrito canciones para Avril Lavigne y SR-71.

## Video musical
El video parodia videos musicales de otras bandas, como "Losing My Religion" de R.E.M., "It's Been Awhile" de Staind y "Break Stuff" de Limp Bizkit, dirigidos por Fred Durst. Tres hombres vestidos como Sid Wilson, Joey Jordison y Shawn Crahan de Slipknot aparecen cerca del final del video, donde noquean a Jaret Reddick vestido como Durst, una referencia a la pelea entre Slipknot y Limp Bizkit. La protagonista del vídeo es la actriz Lindy Cristopher.
- Datos: Q3768597